# شین اسپلینت

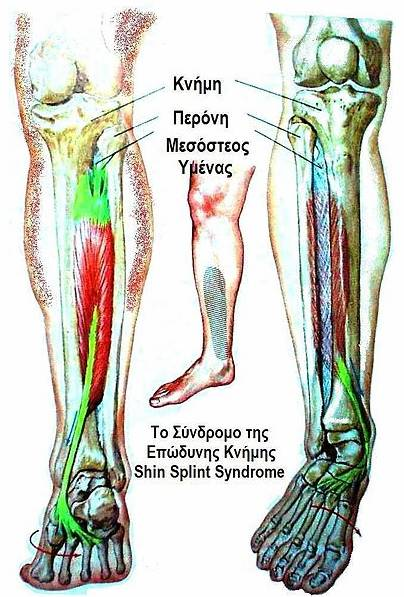
شین اسپلینت

شین اسپلینت (به انگلیسی: Shin splints) که به نشانگان فشار درشت‌نی داخلی (استرس تیبیای داخلی) نیز معروف است، دردناک بوده و می‌تواند، درمان‌های تمرینات ورزشی را مختل کند.
به‌طور کلی این درد بین وسط پایه پایین و مچ پا پدیدار می‌شود. درد ممکن است کسل کننده یا تیز باشد، و به‌طور کلی این بیماری توسط تمرینات سنگین که به درشت‌نی فشار می‌آورد، ایجاد می‌شود. این بیماری غالباً با سپری کردن دوره‌های استراحت مرتفع می‌شود.
با این حال، این یک بیماری خطرناک نیست و ممکن است با برخی از درمان‌های خانگی ساده زیر نظر پزشک متخصص ساق پا کاهش می‌یابد.
شین اسپلینت  با درد در ناحیهٔ پایین پا، جلو، بیرون یا داخل پا مشخص می‌شوند. غالباً، درد با شروع ورزش آغاز می‌شود، با ادامه ورزش به تدریج بهتر می‌شود و پس از اتمام ورزش دوباره بدتر می‌شود.
.